# 병원 24시 (SBS)
《병원 24시 (SBS)》은 SBS TV에서 방송되었던 의학 다큐 프로그램이었다.

## 방영목록
제1화 사랑의 선택
제2화 나눠준 삶
제3화 호홉정지,살려야 한다
제4화 의사의 10년 입상야화
제5화 탁아교사의 되찾은 꿈
제6화 꺼져가는 생명
제7화 되찾은 목소리
제8화 기적을 낳은 아이
제9화 에이즈 환자의 증언
제10화 한강성심병원의 강평석 의사
제11화 백일몽(최종회)

## 경쟁 의학 프로그램
- 닥터스 (종영·MBC  TV)
- 생로병사의 비밀 (KBS 1TV)
- 명의 (EBS 1TV)